# Augustinas Jankaitis
Augustinas Jankaitis (nacido el 16 de agosto de 1994 en Vilnius, Lituania), es un jugador de baloncesto lituano que actualmente milita en el Club Baloncesto Peñas Huesca.

## Carrera deportiva
Se formó en el KK Pieno žvaigždės, destacando en las categorías inferiores de la Selección de baloncesto de Lituania.
Jankaitis jugó la temporada 2015-16 en la segunda división lituana con el KK Pieno žvaigždės, aunque posteriormente se incorporó a la Liga de Letonia (BK Jelgava) para disputar los playoffs con por el título, promediando 11,3 puntos y 4,8 rebotes en 19 minutos en la pista.
En 2016, firma con el Peñas Huesca.

## Internacionalidades
El jugador ha sido internacional por Lituania en todas sus categorías inferiores, destaca por sus movimientos en la pintura y además tira con soltura desde 3 puntos, con un alto porcentaje.

## Clubes
- KK Pieno žvaigždės (2013-2016)
- BK Jelgava (2016)
- Club Baloncesto Peñas Huesca (2016- )